# Борзик, Вера Михайловна
Вера Михайловна Борзик (Самойлова) (1920—1990) — советская работница сельского хозяйства, доярка, Герой Социалистического Труда (1971).

## Биография
Вера Борзик родилась 30 сентября 1920 года в станице Николаевская (ныне — Константиновский район Ростовской области).
Работала на тресте овощеводства в Шахтинском районе. Пережила немецкую оккупацию. С 1943 года работала дояркой на молочно-товарной ферме племзавода «Горняк».
За короткое время Борзик добилась высоких результатов. Неоднократно участвовала в ВДНХ СССР. В 1960-е годы надои от каждой из закреплённых за ней коров увеличились на 500 килограммов в год, а в 1970 году составили 4700 килограммов.
Указом Президиума Верховного Совета СССР от 8 апреля 1971 года за «выдающиеся успехи, достигнутые в развитии сельскохозяйственного производства и выполнении пятилетнего плана продажи государству продуктов земледелия и животноводства» Вера Борзик была удостоена высокого звания Героя Социалистического Труда с вручением ордена Ленина и медали «Серп и Молот».
Проживала в посёлке Красногорняцкий Октябрьского района.
Умерла 7 февраля 1990 года.

## Награды
- Была награждена орденом Трудового Красного Знамени и рядом медалей.
- За участие в ВДНХ СССР была награждена золотой, серебряной и бронзовой медалями.
- Была занесена на заводскую, районную и областную Книги почёта.

## Память
В честь Борзик названа улица в Красногорняцком.